# THE FIRST STEP: CHAPTER THREE
《THE FIRST STEP: CHAPTER THREE》是韓國十二人男子團體TREASURE的音乐专辑。2020年11月6日发行，專輯中收錄兩首歌，每一首均有成員親自參與創作。